# نجم أزرق شارد

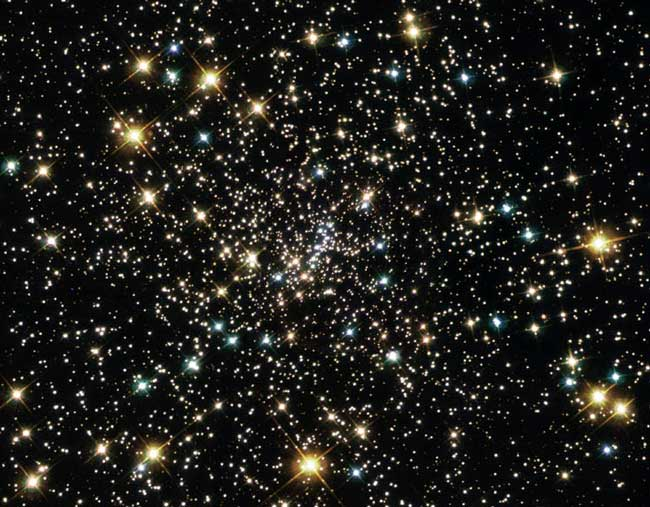
الزرقاء الشاردة في التجمع النجمي إن جي سي 6397.

النجوم الزرقاء الشاردة  (بالإنجليزية: Blue Straggler)‏ هي نجوم ساخنة جدا بالمقارنة بنجوم لها نفس القدر من السطوع . وطبقا للنظرية الدارجة أن تلك النجوم لا تتكون بطريق انكماش سحابة من الغاز والغبار كما هو معتاد، ذلك لأنها سوف تفقد جزءا كبيرا من مكوناتها تحت تأثير الريح النجمي الذي يعمل على تشتت الغاز والغبار في الفضاء . وإنما المرجح أنها تتكون خلال اصطدام والتحام نجمين أصغر منها . وتسمى الزرقاء الشاردة بسبب انعزالها عن منحني هرتزشبرونج-راسل ووقوعها أعلى المنحنى إلى اليسار.
وتبين البحوث الجديدة أن النجوم المجاورة للزرقاء الشاردة تحتوي على عنصري الكربون والأكسجين بنسبة أقل عن معدلها في النجوم العادية مما قد يدل على أن النجم يصبح أكثر سخونه وبالتالي أزرقا عن طريق اجتذابه لمواد من نجم يدور حوله . بذلك تبدو الأجزاء الداخلية من النجم الذي فقد جزءا من غلافه محتوية على عناصر أكثر ثقلا من الكربون والأكسجين.
وتدور الزرقاء الشاردة حول نفسها أسرع نحو 75 مرة من دوران الشمس حول محورها . وتبلغ كتلة النجم منهم نحو ضعف أو ثلاثة أضعاف كتلة النجوم التي تحوطهم في التجمع .